# Temple Saint-Nicolas de Goulistan
 (décembre 2023).
Le temple Saint-Nicolas (en russe : Храм Николая Чудотворца) est un monument architectural situé dans la ville de Goulistan (région de Syr-Daria, Ouzbékistan). L'église est construite en 1945 comme lieu de prière. Elle est située au 94 Turkestan Street à Guliston,.

## Histoire
En 1890, dans le village de Goulistan, situé dans le gouvernorat de Turkestan de l'Empire russe, une grande église en briques est érigée. Elle peut accueillir au moins une centaine de paroissiens, mais elle est démolie dans les années 1930 pendant l'ère soviétique. En 1945, la décision est prise de construire une nouvelle maison de prière à Goulistan. La nouvelle maison de prière, construite en briques d'adobe, est édifiée en moins d'un an et ouvre ses portes aux fidèles le 9 novembre 1945.
En 1955, elle est enregistrée en tant qu'église et consacrée à la mémoire de Saint Nicolas. La reconstruction commença le 10 juin 1955, avec la permission de l'évêque Hermogène de Nikolsk. En 1957, un narthex est construit et les croix furent érigées. L'évêque Hermogène consacre la reconstruction de la Maison de Prière, et le narthex est consacré par l'archiprêtre Fyodor Siminenko.

## Abbés
Dans les années 1980 et 1990, le père Nikolaï Pustovit sert dans l'église. De 1997 à 2005, le recteur de l'église est le père Oleg Varavine. Depuis 2005 et jusqu'à aujourd'hui, la paroisse est dirigée par le père Pavel Sergeïev.

## Galerie

Galerie
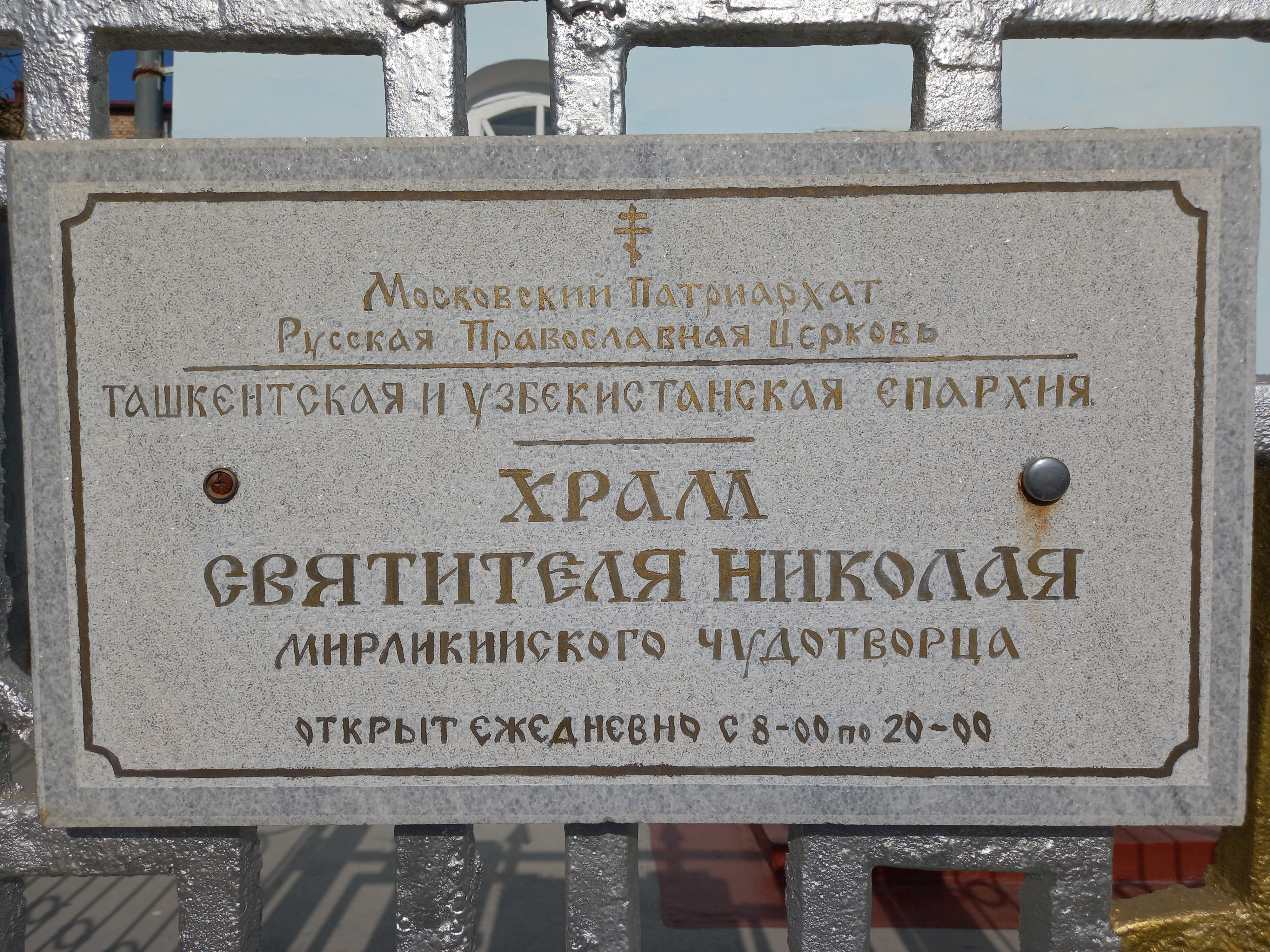
Église Saint-Nicolas
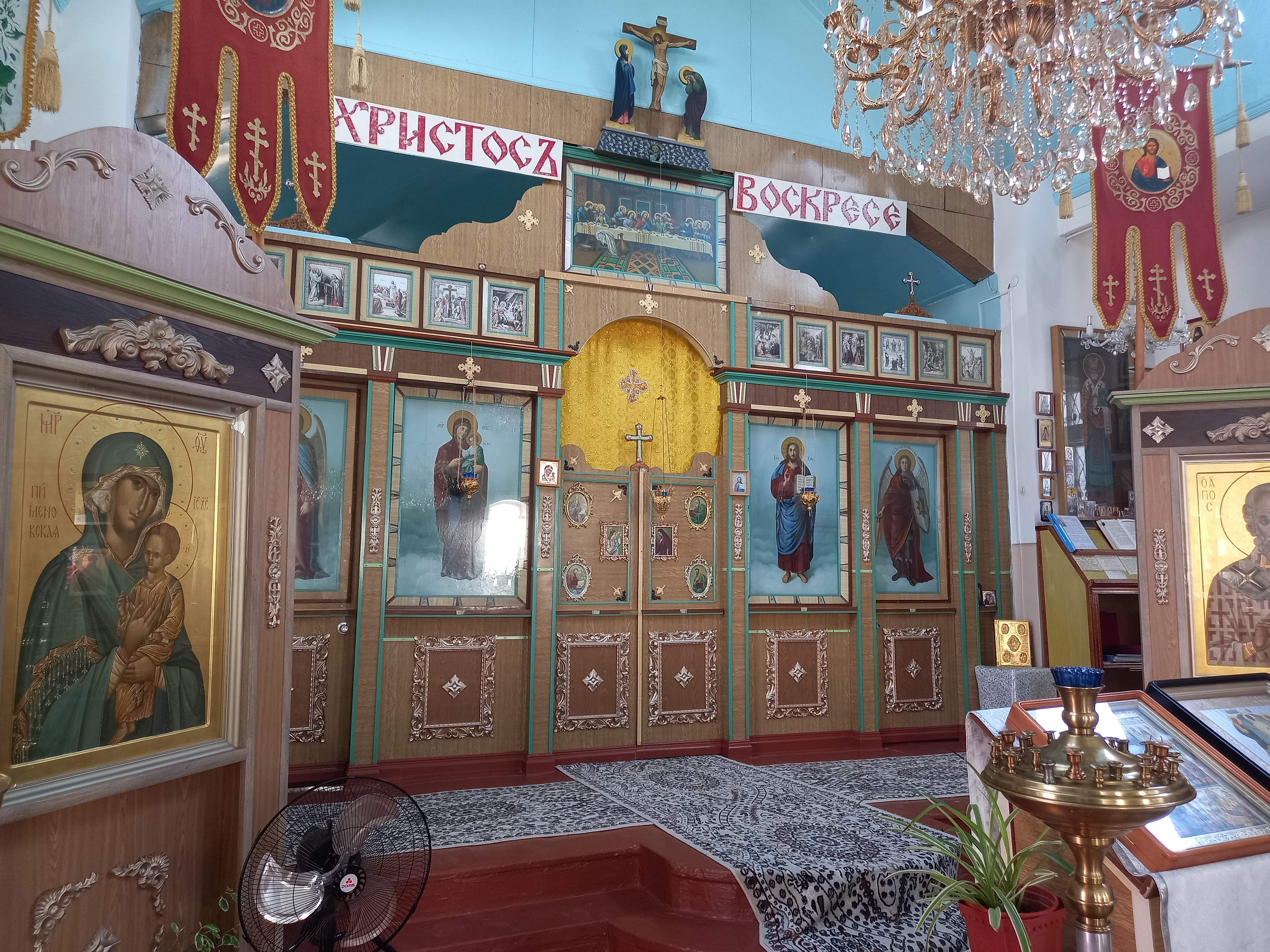
Église Saint-Nicolas
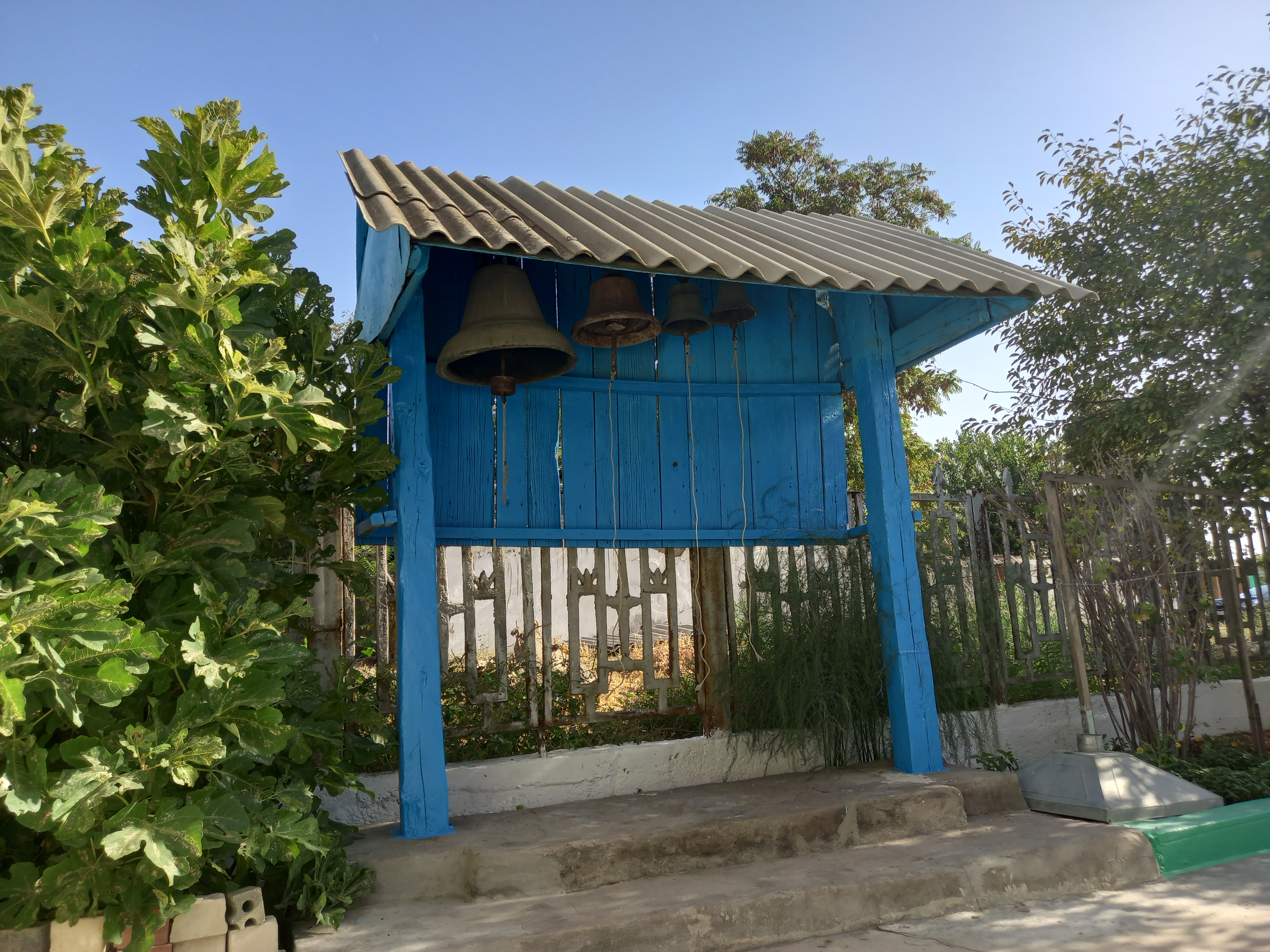
Église Saint-Nicolas
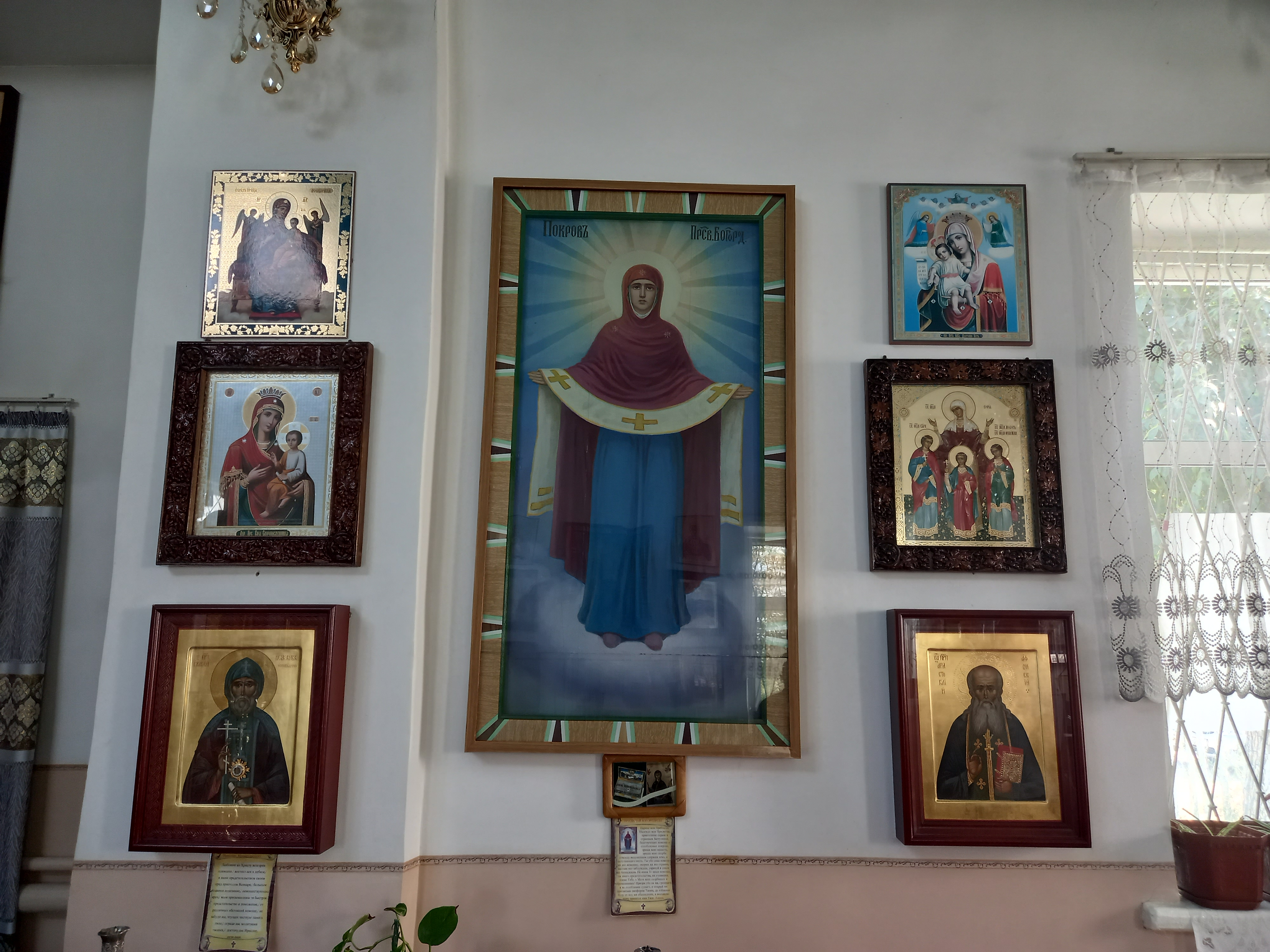
Église Saint-Nicolas
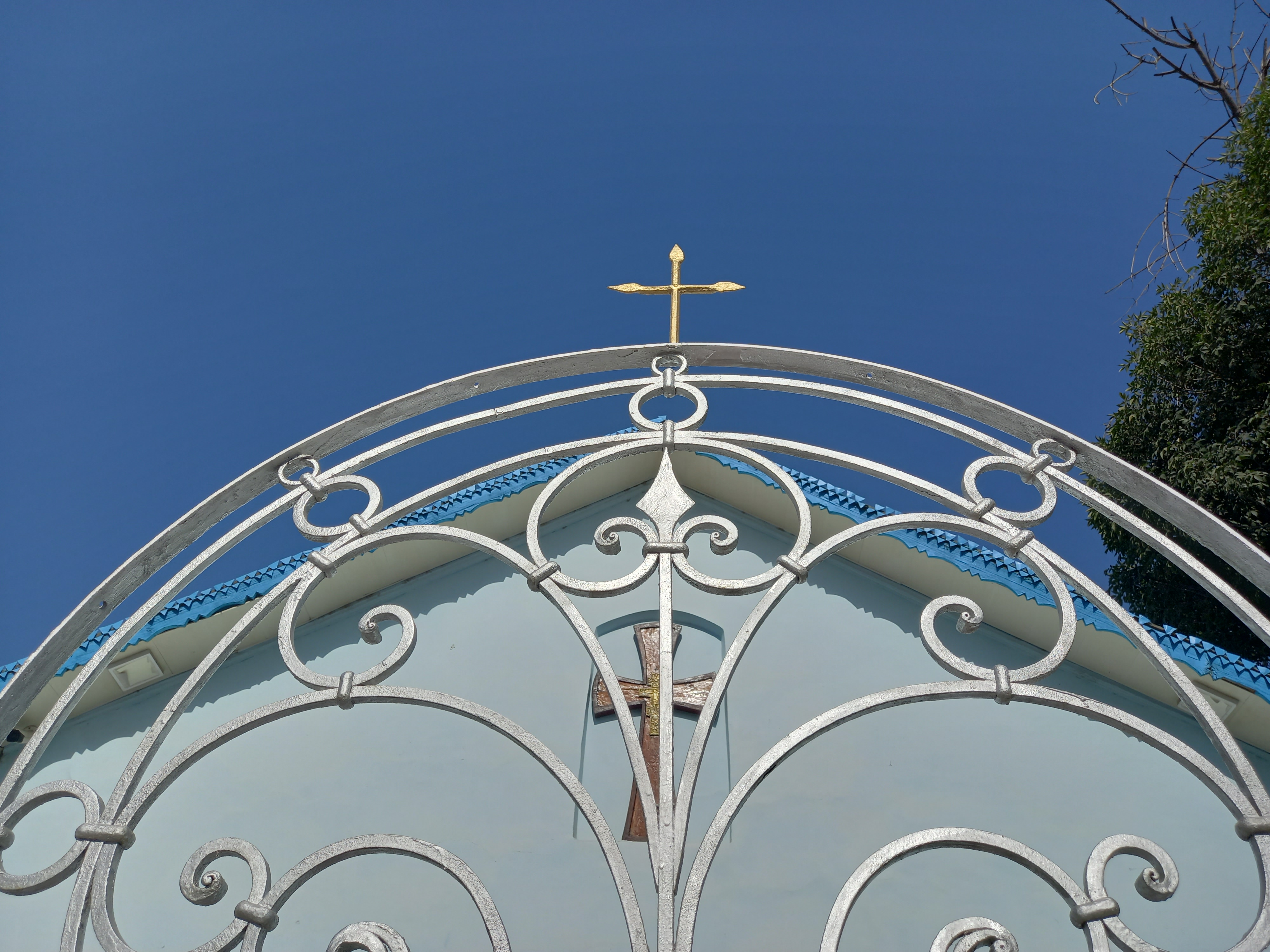
Église Saint-Nicolas
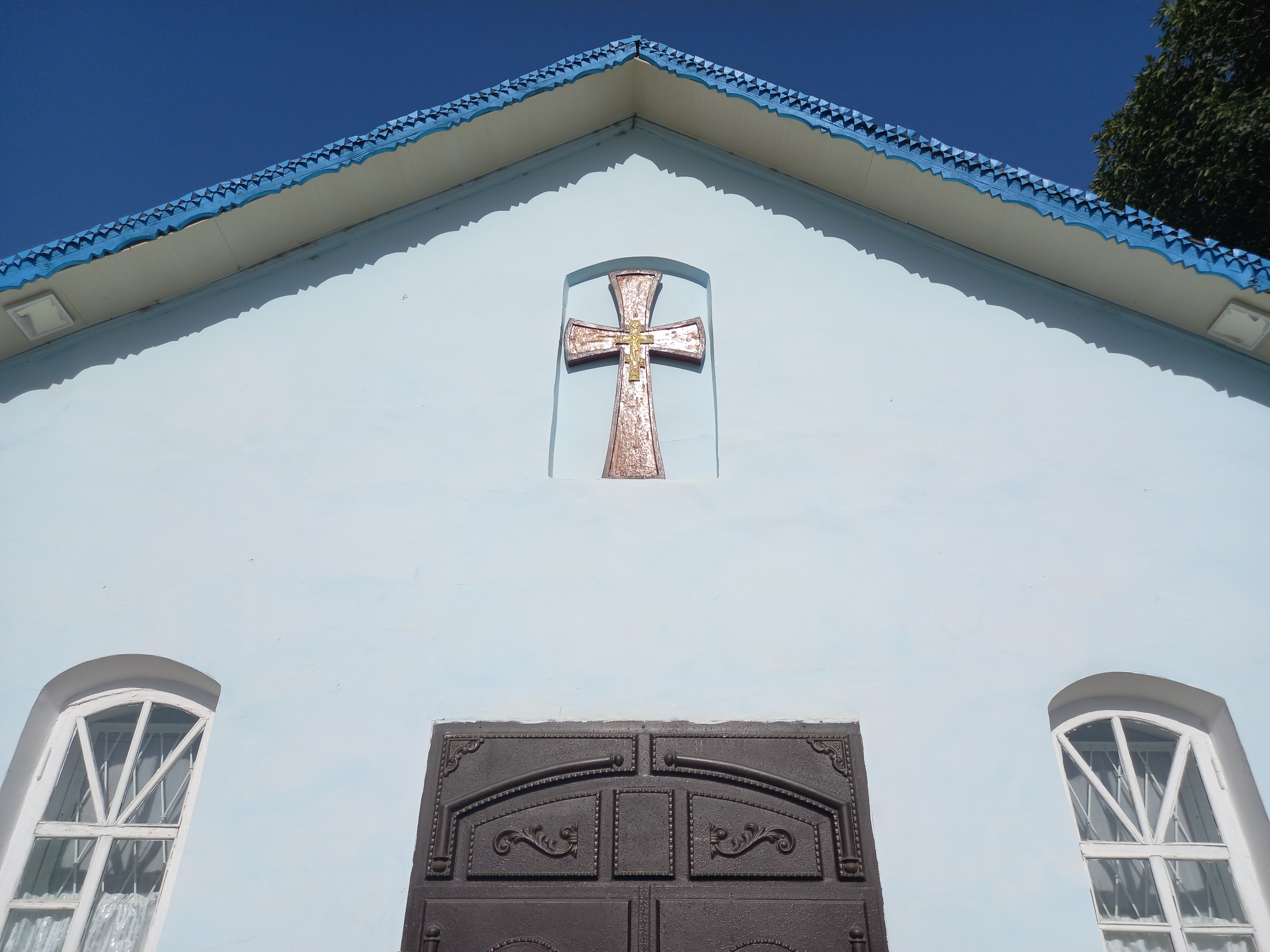
Église Saint-Nicolas
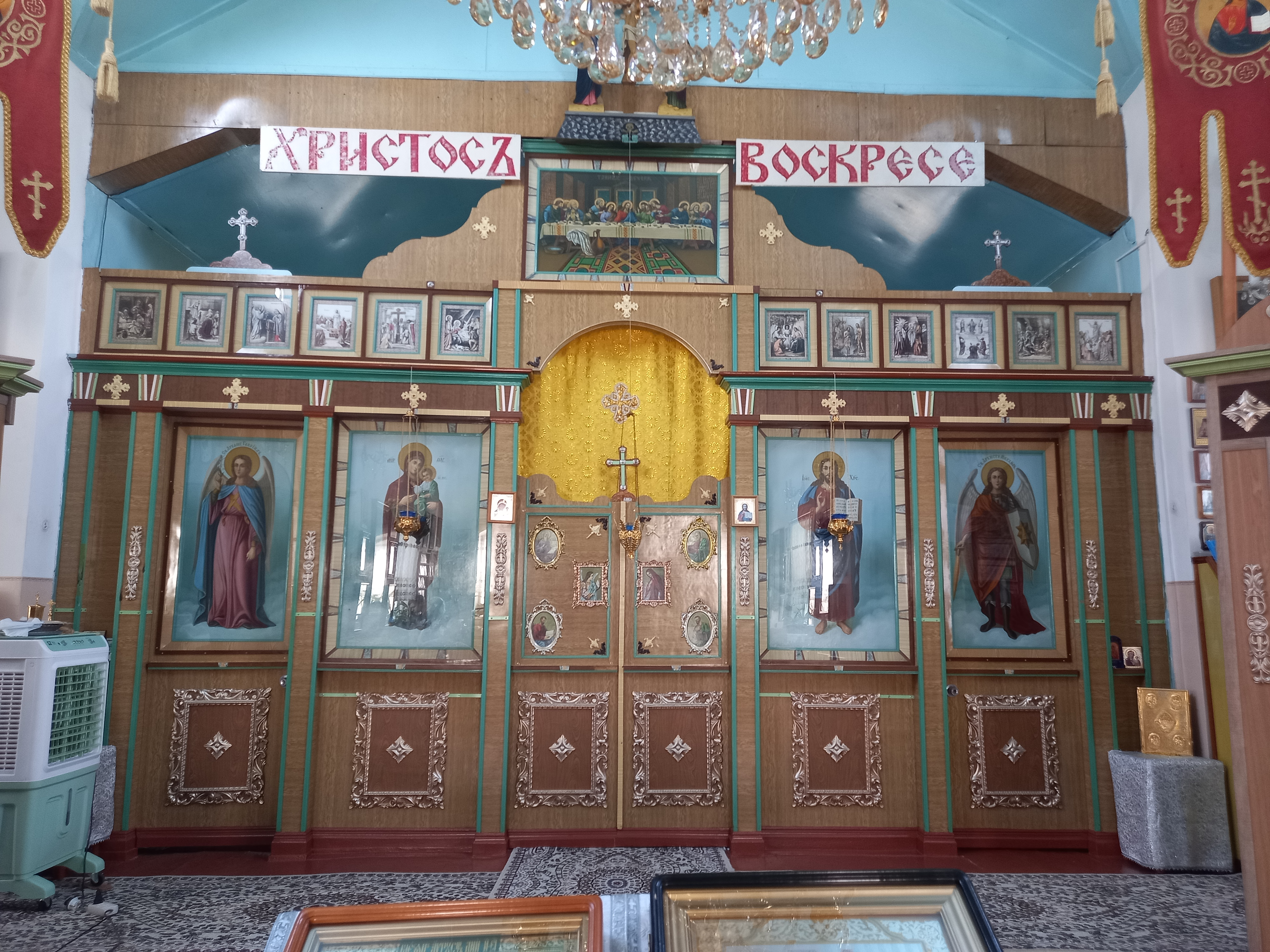
Église Saint-Nicolas
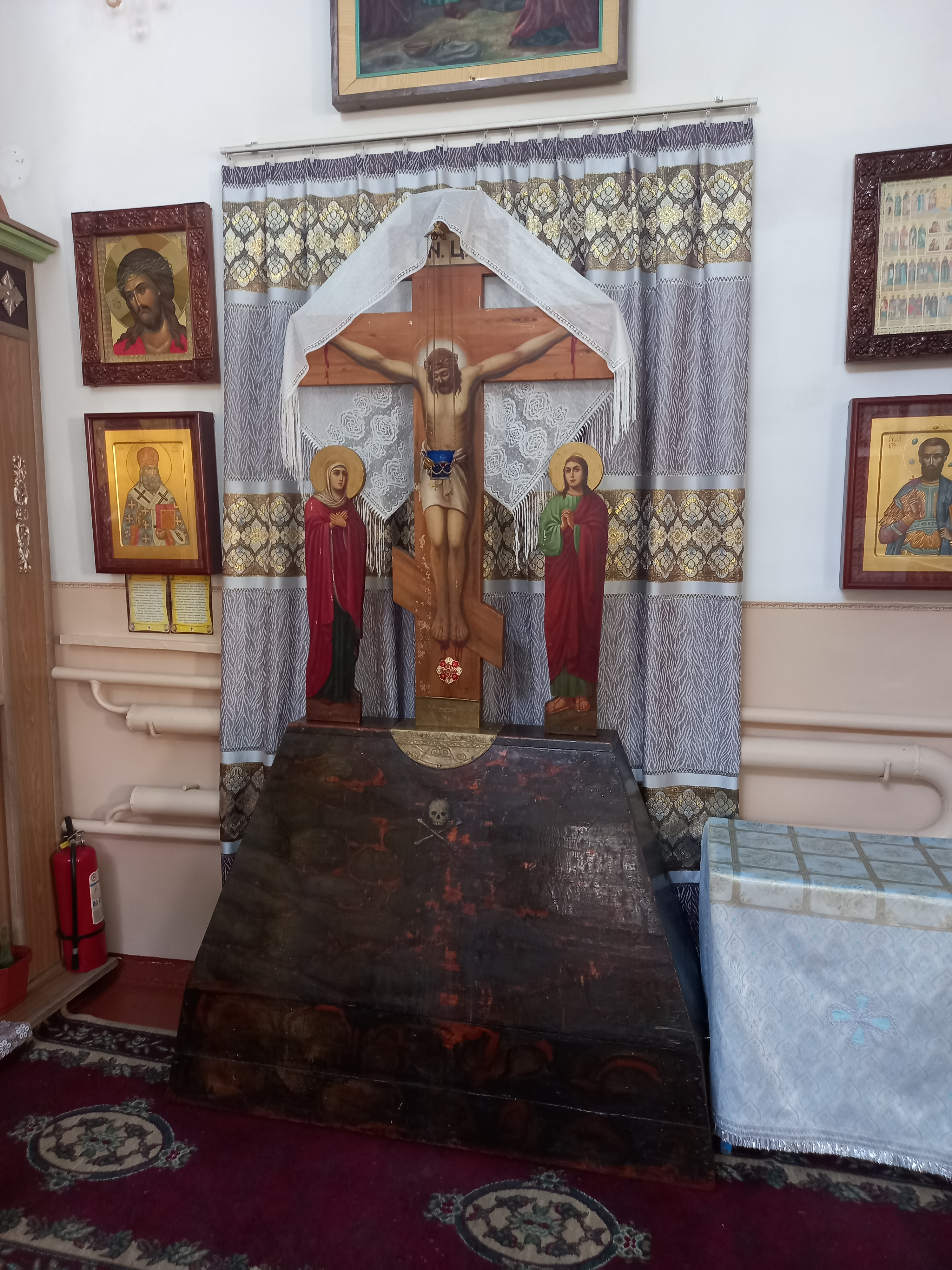
Église Saint-Nicolas
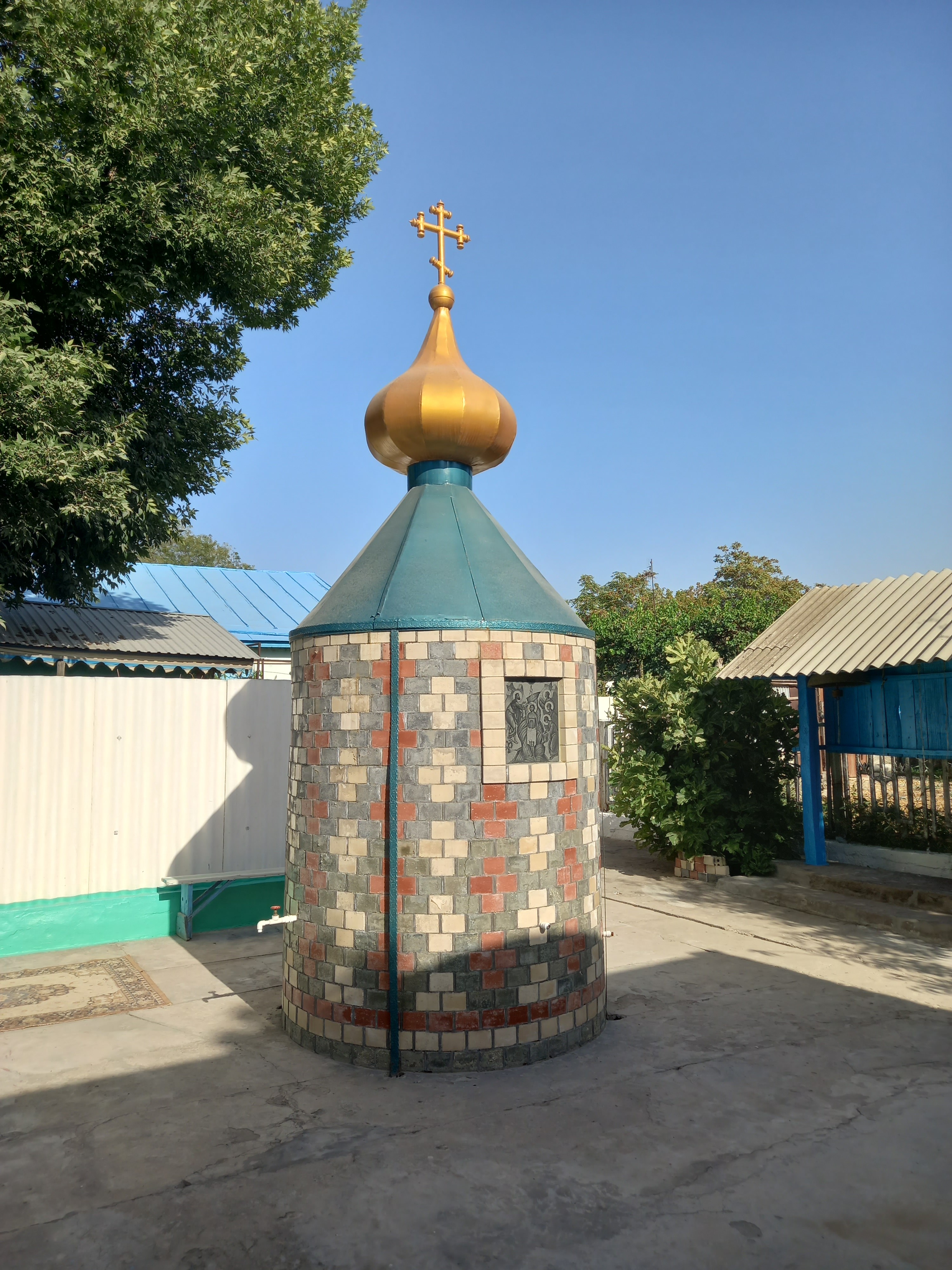
Église Saint-Nicolas